# NGC 4828
NGC 4828 (również PGC 44176) – galaktyka soczewkowata (S0), znajdująca się w gwiazdozbiorze Warkocza Bereniki. Odkrył ją 22 kwietnia 1865 roku Heinrich Louis d’Arrest.